# Gennadi Andrejewitsch Sarytschew
Gennadi Andrejewitsch Sarytschew (russisch Геннадий Андреевич Сарычев; * 14. Dezember 1938 in Ust-Tscharyschskaja Pristan) ist ein russischer Fußballtrainer und ehemaliger sowjetischer -spieler.
Nachdem er in den 1960er Jahren u. a. bei Krylja Sowetow Samara und bei Dnepr Dnepropetrowsk spielte, war er bei Krylja Sowetow bis 1985 Trainer und Sportlicher Direktor. Außerdem trainierte er u. a. die afghanische Fußballnationalmannschaft, Baltika Kaliningrad und Presnja Moskau.
| Personendaten    | Personendaten                                                                              |
| ---------------- | ------------------------------------------------------------------------------------------ |
| NAME             | Sarytschew, Gennadi Andrejewitsch                                                          |
| ALTERNATIVNAMEN  | Sarychev, Gennadi Andreyevich; Sarytschew, Gennadi; Сарычев, Геннадий Андреевич (russisch) |
| KURZBESCHREIBUNG | russischer Fußballtrainer und ehemaliger -spieler                                          |
| GEBURTSDATUM     | 14. Dezember 1938                                                                          |
| GEBURTSORT       | Ust-Tscharyschskaja Pristan                                                                |